# ويليام داي
ويليام داي (بالإنجليزية: William Day)‏ هو ضابط أمريكي، ولد في 1712، وتوفي في 22 مارس 1797.